# متیاس فینک
 متیاس فینک (انگلیسی: Mathias Fink؛ زاده ۱۸ اکتبر ۱۹۴۵) یک دانشمند اهل فرانسه است.